# Swappiness
SwappinessはLinuxカーネルがスワップ処理を行う頻度を変更するためのパラメータである。
Swappinessには0から100までの値を設定することができる。
低い値を設定するとカーネルは可能な限りスワップを行わないようにし、高い値を設定すると積極的にスワップ領域を利用しようとする。
既定の値は60となっており、たいていのシステムでは100に設定すると全体的なパフォーマンスに悪影響を及ぼし、0を含め低い値に設定すると応答速度が向上する（反応までの遅延が減少する）とされる。
要約すると次のようになる。
| 値                  | スワップ頻度                                                   |
| ------------------- | -------------------------------------------------------------- |
| vm.swappiness = 0   | メモリが一杯になるまでスワップを利用しない                     |
| vm.swappiness = 60  | 規定値                                                         |
| vm.swappiness = 100 | 全体のパフォーマンスに影響しうるほど積極的にスワップ処理を行う |

## 設定方法
Linuxでswappinessを一時的に設定したい場合、たとえば100に設定したいならrootユーザにおいて下記のコマンドを実行する。
```
echo 100 > /proc/sys/vm/swappiness

```

あるいは
```
sysctl -w vm.swappiness=100

```

同様に恒久的に変更するためには /etc/sysctl.conf ファイルに下記の行を記述し、再起動する。（もしないならば追記する）
```
vm.swappiness = 100

```

現在の値を確認するには次のコマンドを実行する。
```
cat /proc/sys/vm/swappiness

```